# Saison 2025-2026 des Celtics de Boston
La saison 2025-2026 des Celtics de Boston est la 80e saison de la franchise en National Basketball Association (NBA).

## Draft
| Tour | Choix | Joueur        | Poste | Nationalité | Provenance                     |
| ---- | ----- | ------------- | ----- | ----------- | ------------------------------ |
| 1    | 28    | Hugo González | SF    | Espagne     | Real Madrid (Espagne)          |
| 2    | 32    | Noah Penda    | SF    | France      | Le Mans Sarthe Basket (France) |

## Matchs

### Summer League
| Summer League Total: 4-1 |

| Match | Date match | Équipe      | Score    | Meilleur marqueur      | Meilleur rebondeur     | Meilleur passeur      | Lieux Spectateurs      | Série |
| ----- | ---------- | ----------- | -------- | ---------------------- | ---------------------- | --------------------- | ---------------------- | ----- |
| 1     | 11 juillet | Memphis     | V 92-78  | Jordan Walsh (17)      | Charles Bassey (11)    | Hugo González (5)     | Cox Pavilion 0         | 1 - 0 |
| 2     | 13 juillet | New York    | V 94-81  | Charles Bassey (22)    | Charles Bassey (13)    | Baylor Scheierman (8) | Cox Pavilion 0         | 2 - 0 |
| 3     | 14 juillet | Miami       | D 96-100 | Baylor Scheierman (19) | Charles Bassey (9)     | Baylor Scheierman (9) | Cox Pavilion 0         | 2 - 1 |
| 4     | 17 juillet | L.A. Lakers | V 87-78  | Jordan Walsh (17)      | Kenneth Lofton Jr. (7) | Baylor Scheierman (6) | Thomas & Mack Center 0 | 3 - 1 |
| 5     | 20 juillet | Atlanta     | V 101-80 | Isaiah Wong (18)       | Aaron Scott (9)        | Isaiah Wong (6)       | Thomas & Mack Center 0 | 4 - 1 |

### Pré-saison
| Pré-saison Total: 0-0 (Domicile : 0-0; Extérieur : 0-0) |

### Saison régulière
| Saison régulière Total: 0-0 (Domicile : 0-0; Extérieur : 0-0) |